# Mohammad-Reza Golpaygani
Mohammad Reza Golpaygani (20 mars 1899 - 9 décembre 1993) est un religieux et marja musulman chiite iranien. Il est né dans le village de Gogad, près de la ville de Golpaygan, en Iran. Son père, Mohammad Bagher, lui a enseigné les études préliminaires. 
Après que Ha'eri Yazdi et l'ayatollah Mohammad Taghi Khansari ont fondé le hawza de Qom, il s'y est installé et a donné des conférences au Séminaire islamique. Il était l'un des clergés islamiques les plus hauts gradés à participer à la Révolution islamique de 1979, et un concurrent sérieux une fois pour succéder à Ruhollah Khomeini au poste de chef suprême de l'Iran en 1989. Cependant, sa candidature a été rejetée par l'Assemblée des experts, en faveur de son successeur et actuel dirigeant, Ali Khamenei.

## Biographie
Ayatollah Seyyed Muhammad Reza Golpayegani, grand chiite Marja. Il est né en 1899 à Golpayegan en Iran. Son père "Sayyed muhammad Baqer" était un grand savant. Dès son enfance, il a commencé à apprendre l'enseignement primaire et les sciences religieuses sous la direction de grands maîtres. À l'âge de 9 ans, son père est décédé et il a déménagé à Golpaygan pour poursuivre ses études. 
À l'âge de 20 ans, il a déménagé à Arak pour étudier avec Abdul-Karim Ha'eri Yazdi. Avant l'âge de 21 ans, il a participé à des cours de jurisprudence et de méthodologie du regretté "Ayatollah Haeri" (le fondateur de Qom Hawzeh) et est devenu l'un de ses étudiants les plus importants. Après avoir terminé ses études et atteint des postes scientifiques et spirituels élevés, il a commencé à enseigner. À cette époque, il était l'un des maîtres les plus éminents.
L'ayatollah Golpayegani est décédé en 1993 à Qom près du Sanctuaire de Fatima Masoumeh.

## Maîtrise
Voici ses principaux maîtres: 
1. Seyyed Muhammad Hasan Khansari
2. Ayatollah Haeri
3. Ayatollah Muhammad Taqi Golpayegani

1. Ayatollah Muhammad Baqer Golpayegani
2. L'ayatollah Muhammad Reza masjed Shahi Isfahani
3. Mirza Naini
4. Allameh Sheykh Muhammad Hossein Qaravi Esfahani
5. Ayatollah Borujerdi
6. Muhaqeq Iraqi
7. Seyyed Abul Hasan Isfahani
8. Sheykh Abul Qasem Kabi

## ses élèves
Après la mort de "l'Ayatollah Abdul Karim Haeri", de nombreux étudiants et universitaires ont participé aux cours de méthodologie (Osul) de l'Ayatollah Golpayegani: 
1. Ayatollah Murteza Haeri
2. Cheikh Muhammad Fakour
3. Morteza motahhari
4. Seyyed Muhammad Ali Qazi
5. Seyyed Mohammad Beheshti
6. Mohammed Mofatteh
7. Qoddusi
8. Shah Abaadi
9. Ayatollah Meshkini
10. Akbar Hashemi Rafsanjani
11. Ayatollah Ahmad Jannati
12. Ayatollah Ostadi
13. Ayatollah Kharazi
14. Ayatollah Tuiserkani
15. Ayatollah Salawati

## Travaux
Il a écrit de nombreux traités et livres sur la jurisprudence et l'islam. Certains d'entre eux sont les suivants: 
- Le livre du Hadj en 3 volumes
- Le guide pour qui ont Velayah
- Le livre du jugement
- Le livre des témoins
- Noté sur Qrvah Al Vosqa
- Remarques sur les moyens d'économiser
- Problèmes de hadj
- Traité sur la non-distorsion du Saint Coran
- La prière du jour de Jumah